# I Am Katrina
I Am Katrina es una película estadounidense pornográfica lanzada en octubre de 2017 por el estudio Evil Angel y codirigida por varios cineastas, protagonizada por la actriz pornográfica estadounidense Katrina Jade, ganadora de varios premios de la industria y una de las actrices más prolíferas de la industria norteamericana. Fue la primera entrega de la trilogía original I Am..., que completarían I Am Angela (2018) y I Am Riley (2019).

## Sinopsis
I Am Katrina fue una mirada en retrospectiva del trabajo de la que fue Artista femenina del año en enero de 2017, en la XV edición de los Premios XBIZ, la actriz estadounidense Katrina Jade (California; 31 de octubre de 1991). El metraje de la película intercala entrevistas con la propia Katrina, secuencias documentales y las propias del género pornográfico. La película, también dotada del género del documental, queda conformada por cuatro escenas, cada una dirigida por un cineasta distinto. 
Jonni Darko dirigió la primera escena, con Katrina y los actores Markus Dupree y John Strong. La segunda es dirigida, guionizada y protagonizada por el matrimonio conformado por los actores y directores Mark Wood y Francesca Le. Para la tercera, en la que versó la temática transexual, la actriz y directora Aiden Starr contó con la actriz asiática Venus Lux. La última corrió a cargo del director John Stagliano, fundador de Evil Angel, en una escena de sexo lésbico entre Katrina Jade y Kissa Sins.

## Recepción de la crítica
La película recibió críticas positivas en general de los críticos de la industria. Recogido por el portal RogReviews, en palabras de Chris Gentile, vicepresidente de Evil Angel, y director de los segmentos de documentales periodísticos de la película, I Am Katrina expresa "que las chicas de la industria tienen historias únicas detrás, y [Katrina] saca a la luz una interesante". Además, añadió que con esta película, y las dos posteriores secuelas, "tratamos de darles a los fans una mirada íntima". El cineasta y fundador de Evil Angel, John Stagliano también comentó sobre el proceso de creación de la cinta: "La sexualidad de vanguardia, el exhibicionismo extremo y la complejidad psicológica de Katrina hacen que la visualización sea estimulante".
Para el portal XCritic, la cinta alabó el formato, expresando que "el metraje es uno de los mejores metraje entre bastidores que encontrará en el mundo del cine para adultos hoy en día. Obtienes una excelente mirada a lo que realmente implica hacer una película de esta magnitud mientras documenta las aventuras de Katrina con otros cuatro equipos de dirección". Sobre la propia Katrina Jade, se añadía: "No solo es hermosa en sus escenas, sino que es una persona absolutamente fantástica para ver y escuchar detrás de escena". También el portal de críticas AdultDVDTalk expresó la importancia de las entrevistas "antes, durante y después de las escenas", al dejar "entrar a conocer a Katrina, mostrando por qué es tan popular entre los fans".

## Premios y nominaciones
| Ceremonia     | Resultado | Categoría                       | Nominados                              |
| ------------- | --------- | ------------------------------- | -------------------------------------- |
| Premios AVN   | Ganadora  | Mejor escena de sexo lésbico    | Katrina Jade y Kissa Sins              |
| Premios AVN   | Nominada  | Mejor escena de sexo transexual | Katrina Jade y Venus Lux               |
| Premios AVN   | Nominada  | Mejor campaña de marketing      | Evil Robby                             |
| Premios AVN   | Nominada  | Mejor dirección                 | Evil Chris                             |
| Premios AVN   | Nominada  | Mejor montaje                   | Evil Ricky                             |
| Premios AVN   | Nominada  | Mejor Star Showcase             | —                                      |
| Premios XBIZ  | Nominada  | Campaña de marketing del año    | —                                      |
| Premios XBIZ  | Ganadora  | Película performance del año    | —                                      |
| Premios Inked | Nominada  | DVD del año                     | —                                      |
| Premios Inked | Nominada  | Mejor escena en grupo           | Francesca Le, Katrina Jade y Mark Wood |
| Premios XRCO  | Nominada  | Mejor lanzamiento               | —                                      |